# Orgyia modesta
Orgyia modesta är en fjärilsart som beskrevs av Heyne 1899. Orgyia modesta ingår i släktet fjädertofsspinnare, och familjen tofsspinnare. Inga underarter finns listade i Catalogue of Life.